# Neoniphon
Neoniphon là một chi cá biển thuộc họ Cá sơn đá. Chi này được lập ra vào năm 1875 bởi Francis de Laporte de Castelnau.

## Từ nguyên
Từ định danh neoniphon được ghép bởi tiền tố néos (νέος; "mới, trẻ") trong tiếng Hy Lạp cổ đại và Niphon (một chi trong họ Cá mú), vì chi này được cho là có hình dáng khá giống với chi Niphon.

## Các loài
Tính đến hiện tại có 6 loài được ghi nhận trong chi này, bao gồm:
- Neoniphon argenteus (Valenciennes, 1831)
- Neoniphon aurolineatus (Liénard, 1839)
- Neoniphon marianus (Cuvier, 1829)
- Neoniphon opercularis (Valenciennes, 1831)
- Neoniphon pencei Copus, Pyle & Earle, 2015[3]
- Neoniphon sammara (Fabricius, 1775)[4]

## Phân bố
Ngoại trừ N. marianus được phân bố ở Tây Đại Tây Dương, 5 loài còn lại có phân bố trải rộng khắp khu vực Ấn Độ Dương - Thái Bình Dương (N. pencei mới chỉ được biết đến ở Nam Thái Bình Dương).

## Sinh thái học
N. sammara là loài Neoniphon đầu tiên mà cá bột được ghi nhận là có thể tạo ra âm thanh ngay khi chúng định cư trên các rạn san hô.

## Thương mại
Neoniphon có thể được nuôi làm cá cảnh, nhưng đa phần là đùng để làm cá mồi trong đánh bắt cá ngừ.